# Marga von Etzdorf
Margarete (« Marga ») Wolff gen. von Etzdorf, est une aviatrice allemande née le 1er août 1907 à Spandau (Empire allemand) et morte le 28 mai 1933 près d'Alep (Syrie). Elle est connue pour être la première femme à avoir rallié par vol en solitaire l'Allemagne au Japon.

## Biographie

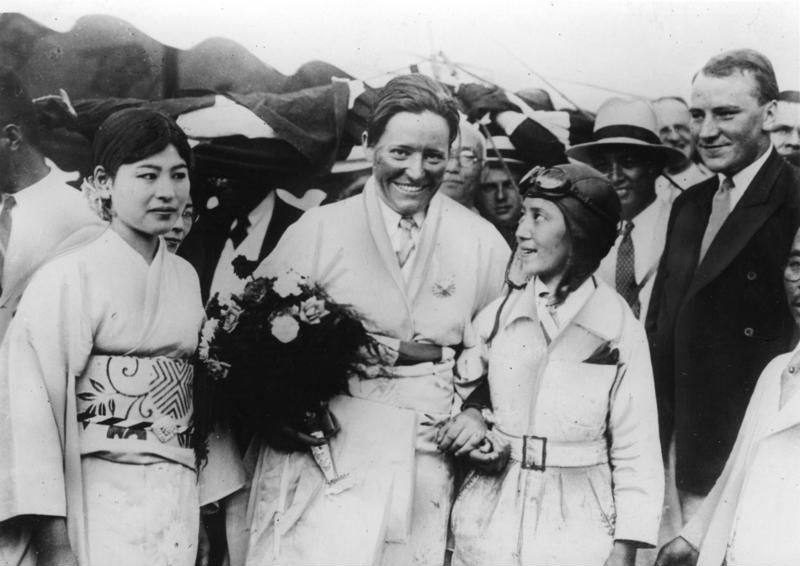
Arrivée à Tokyo en 1931.

Elle est la fille du capitaine royal prussien Fritz Wolff et de Margaret, née von Etzdorf. Après la mort accidentelle de ses parents en 1911 à Raguse, elle grandit avec sa sœur Ursula chez son grand-père (le général Ulrich von Etzdorf, anobli en 1910) sur son domaine de Gehren (Niederlausitz). À partir de 1920, elle et sa sœur Ursula portent le nom de famille « Wolff gen. von Etzdorf ».

### Formation
Femme très athlétique, elle pratique l'escrime, l'équitation et le hockey. À l'âge de 19 ans, elle décide de suivre une formation de pilote. En décembre 1927, elle achève quatre mois d'études à l'école de pilotage Bornemann de Berlin-Staaken. Elle est donc la deuxième femme allemande après Thea Rasche à obtenir une licence de vol A2 après la Première Guerre mondiale. Elle a vraisemblablement pu obtenir le diplôme B1. Elle apprend également la voltige aérienne.
Elle devient ensuite la première femme copilote de la Lufthansa. Elle participait au transport de passagers sur les routes aériennes Berlin-Breslau et Berlin-Stuttgart-Bâle à bord de Junkers F 13. Après 10 000 km de vol, elle obtient contractuellement le certificat B2, effectuant également 5 000 km sur la compagnie Hamburger Luftverkehrsgesellschaft. Elle doit cependant passer un examen de trois heures, qu'elle réussit grâce à son expérience personnelle car les femmes n'étaient alors pas admises à l'école des pilotes allemands (la Deutsche Verkehrsfliegerschule). Elle est en contrat avec Melitta Schenk Gräfin von Stauffenberg.
En 1929, sur le conseil du prince Adolphe II de Schaumbourg-Lippe, elle suit une formation de vol à voile. Après un vol de 90 minutes à Großer Heuberg (Souabe), elle devient l'une des premières femmes du monde à se produire dans cette discipline. Cette même année, elle vole sur un planeur lors d'une compétition partant du Wasserkuppe, où elle remporte un prix de 50 Reichsmarks et une boîte de chocolats.

### Premiers vols long-courriers
En 1930, grâce à l'aide de ses grands-parents, elle achète un avion privé, un Junkers A 50 (numéro de série 3519 et d'enregistrement D-1811). Elle réalise des publicités, du transport de passagers et des acrobaties aériennes. Parmi ses spécialités figurent notamment les vols en boucle et les vols à l'envers. En mai 1930, elle participe au premier championnat allemand de voltige féminin, où elle finit quatrième. Elle souhaite cependant s'essayer aux vols long-courriers. Cette même année, elle vole avec son appareil jusqu'à Istanbul. Des problèmes de moteur l'ont plusieurs fois forcée à effectuer des atterrissages d'urgence. Elle revient néanmoins sans problèmes à l'Allemagne. Avec ce vol, elle visait la Coupe Hindenburg, le prix d'aviation allemand le plus renommé, mais en vain car elle contrevenait aux règles du fait de son moteur, qui n'était pas allemand.
Peu après, elle prépare son deuxième vol long-courrier. Elle dote son appareil de plus grands réservoirs afin d'éviter les atterrissages forcés par manque de carburant. Le 14 novembre 1930, elle part de Berlin et survole Bâle, Lyon puis Madrid. Elle doit faire escale à Rabat (Maroc) et débarque aux îles Canaries le 6 décembre. Elle connaît des difficultés uniquement sur le vol du retour, de violentes tempêtes l'obligeant à atterrir en Sicile. Lors de son départ, une aile de l'avion heurte un mur, ce qui endommage gravement l'appareil. Les pièces de rechange étaient compliquées à obtenir, elle doit revenir en Allemagne en train.

### Berlin–Tokyo

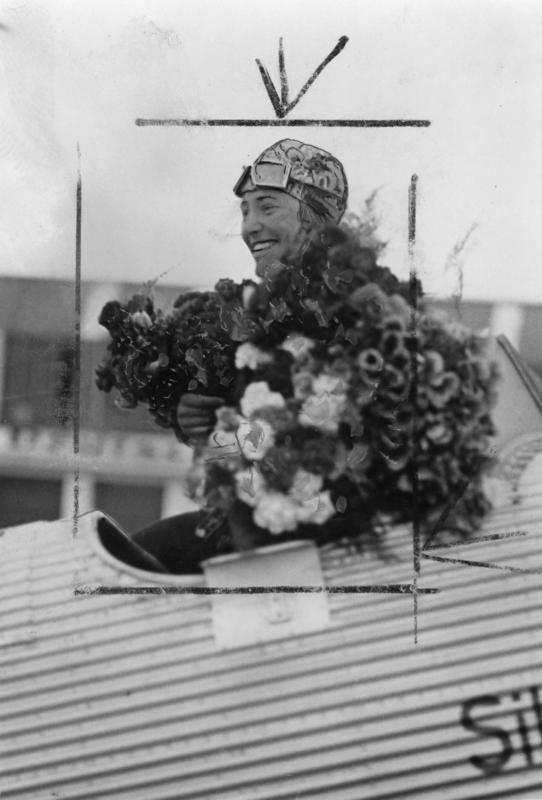
Marga von Etzdorf à l'aéroport de Berlin-Tempelhof en 1932.

En 1931, elle prépare un vol spectaculaire avec pour destination Tokyo, au Japon. Elle doit non seulement obtenir des autorisations de survol pour tous les pays traversés, mais également assurer le financement de son projet.
Le 18 août 1931 a lieu son départ en fanfare à Berlin. En raison du mauvais temps, elle doit faire escale au bout de trois heures à Königsberg. Onze heures plus tard, elle atteint sa première étape, Moscou. De là, elle survole Nijni Novgorod le long de la Volga jusque Kazan. Le troisième jour de son voyage, elle traverse l'Oural, puis suit la ligne du chemin de fer transsibérien jusqu'à Novossibirsk. À Hailar, près de la frontière mongole, attendent plusieurs journalistes, pas pour elle, mais pour la pilote britannique Amy Johnson, qui voyageait également vers Tokyo. Étant donné que cette dernière volait accompagnée par son mécanicien, Marga von Etzdorf est bien la première femme qui réalise un vol en solo d'Europe à destination du Japon. Le lendemain, elle survole la taïga et atteint le lac Baïkal. Le prochain arrêt est Mukden, où elle doit faire une pause d'une journée parce que les documents l'autorisant à entrer au Japon n'étaient pas encore arrivés. Elle s'arrête faire le plein en Corée et s'aventure sur la mer du Japon. Le soir même, elle débarque à Hiroshima. Le prochain objectif était d'Osaka, puis Tokyo, mais à partir de là, elle ne pouvait plus voler librement en raison des nombreuses zones militaires interdites de survol.
Le 29 août, elle atteint la capitale japonaise après au total 12 jours de voyage (dont 11 jours de vol). Des milliers de personnes sont là pour l'accueillir à l'aéroport de Tokyo.
Après six semaines de séjour et une rénovation majeure de son avion, elle entame son vol retour. En Chine, elle doit stationner pendant plusieurs mois en raison de l'agitation politique qui secoue le pays. Prête à repartir, elle souhaite finalement rendre visite à quelques amis habitant Bangkok. Mais décollant de la capitale thaïlandaise, elle est grièvement blessée à la colonne vertébrale lors d'un accident ; son avion est pour sa part inutilisable. Elle est soignée pendant plusieurs mois sur place et revient à Berlin à bord d'un vol commercial. Hans Bertram écrit dans son livre Flug in die Hölle (Vol pour l'enfer) qu'il a rendu visite à Marga de Etzdorf peu après son accident, le 4 avril 1932, à l'hôpital de Bangkok.

### Dernier voyage
En juillet 1932, elle accueille en personne sa collègue Elly Beinhorn, qui revient d'un tour du monde. Dans les mois qui suivent, elle donne des conférences sur son vol au Japon, notamment pour gagner de l'argent. Dans son esprit, elle formule un nouveau projet : se rendre au Cap (Afrique du Sud). Mais lorsqu'elle apprend qu'Elly Beinhorn avait la même ambition, elle décide finalement de préparer un voyage en solitaire vers l'Australie.

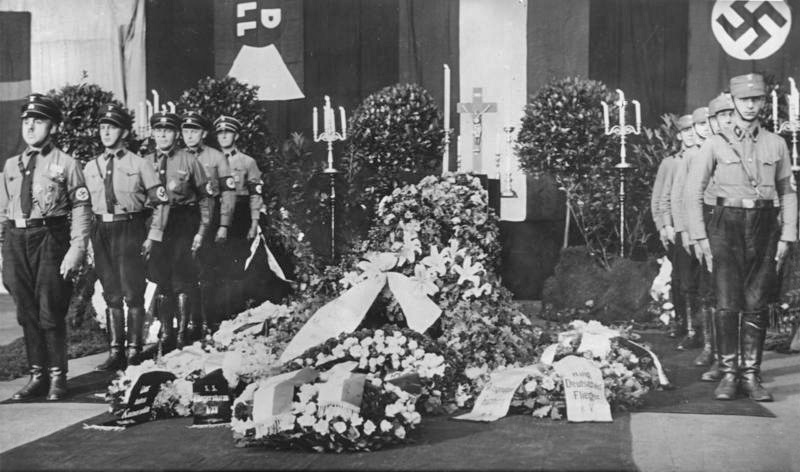
Cérémonie funèbre à Hambourg en 1933.

Après de longues négociations, la société de Hanns Klemm lui propose un Klemm Kl 32. Le 27 mai 1933, elle décolle de Berlin-Staaken. Mais dès le lendemain, son avion doit atterrir à Mouslimieh, près d'Alep (Syrie), endommagé à cause du vent. Il aurait été possible de réparer l'avion mais Marga von Etzdorf demande une chambre pour dormir une demi-heure. Une fois seule, elle se suicide. Cet acte a été analysé sous le prisme du fait qu'un nouveau retour avec un avion détruit aurait mis fin à sa réputation d'aviatrice ; plus aucun industriel ne lui aurait confié une machine ou financé ses voyages. Cela aurait signé la fin de sa carrière de pilote. Son corps est ramené à Hambourg puis à Berlin, exposé à la Gnadenkirche et enterré au cimetière des Invalides. Sur sa pierre tombale figure une inscription qu'elle avait choisie : « Der Flug ist das Leben wert » (« Le vol vaut la vie »). La pierre tombale est détruite lors de travaux de fortification dans les années 1970 mais reconstruite en 2003.
Elle a reçu plusieurs prix, comme la médaille d’or du mérite de l'Aéro-club impérial japonais. L'Aéro-Club allemand lui a aussi décerné une plaque d'honneur en or.

## Sources
- (de) Cet article est partiellement ou en totalité issu de l’article de Wikipédia en allemand intitulé « Marga von Etzdorf » (voir la liste des auteurs).